# Ilhas do Paraná

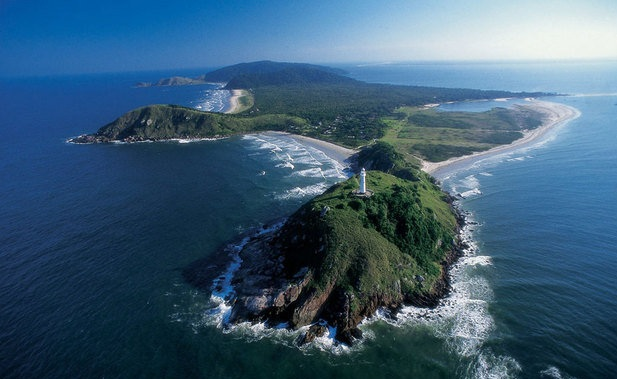
Ilha do Mel

As Ilhas do Paraná são características marcantes devido à presença de importantes rios que cortam sua extensão territorial. Embora o Paraná não possua ilhas marítimas, ele é rico em ilhas fluviais, especialmente ao longo do Rio Paraná e do Rio Iguaçu. O estado conta com 57 ilhas, as quais desempenham papéis diversos na geografia, na ecologia e até mesmo na vida das comunidades locais.

## Lista de ilhas
Algumas dessas ilhas incluem:
1. Ilha Grande: Localizada no Rio Paraná, próximo à cidade de Guaíra, a Ilha Grande é uma das maiores e mais conhecidas ilhas fluviais do Paraná. Com uma área considerável, desempenha um papel importante na biodiversidade local e serve como habitat para várias espécies de fauna e flora.
2. Ilha das Cobras: Próxima à cidade de Porto Rico, no Rio Paraná, a Ilha das Cobras é outra ilha de destaque na região. Seu nome é uma referência à presença de cobras em seu ambiente natural.
3. Ilha das Pedras Brancas: Também situada no Rio Paraná, próxima à cidade de Primeiro de Maio, a Ilha das Pedras Brancas é caracterizada por sua paisagem ecológica única, com formações rochosas distintas.
4. Ilha do Bororó: Localizada no Rio Paraná, próxima à divisa com o estado de São Paulo, a Ilha do Bororó é uma das muitas ilhas que pontilham o curso do rio na região.
5. Ilha do Sol: Próxima à cidade de Porto Rico, no Rio Paraná, a Ilha do Sol é conhecida por suas belas paisagens naturais e é um destino popular para atividades recreativas e turísticas.
6. Ilha do Mel: No Rio Iguaçu, próximo à cidade de Foz do Iguaçu, a Ilha do Mel é uma das ilhas fluviais mais conhecidas da região. É um importante ponto turístico e possui ecossistemas únicos e variados. Informação incorreta, requer revisar o texto, a ilha do Mel fica no litoral do Paraná, pertence ao município de Paranaguá.
7. Ilha do Caranguejo: No Rio Paraná, próxima à cidade de São Pedro do Paraná, a Ilha do Caranguejo recebe esse nome devido à presença abundante de caranguejos em suas águas.
8. Ilha do Cotingo: Situada no Rio Paraná, próximo à cidade de Porto Rico, a Ilha do Cotingo é mais uma das muitas ilhas que compõem a paisagem fluvial do estado.
9. Ilha do Cardoso: Próxima à divisa com o estado de São Paulo, no Rio Paraná, a Ilha do Cardoso é conhecida por sua beleza natural e importância ecológica.
10. Ilha do Poço: No Rio Paraná, próxima à cidade de São Pedro do Paraná, a Ilha do Poço é outro exemplo das diversas ilhas que compõem o cenário fluvial do Paraná.

Essas ilhas, juntamente com muitas outras ao longo dos rios do estado, desempenham papéis cruciais na preservação da biodiversidade, no ecoturismo e na qualidade de vida das comunidades locais, destacando-se como importantes elementos da geografia e da paisagem paranaense.